# 8202-es mellékút (Magyarország)
A 8202-es számú mellékút egy négy számjegyű mellékút Fejér vármegye északnyugati részén, Székesfehérvárt köti össze északnyugati szomszédaival. Érdekessége, hogy a 8203-as úttal kétszer is találkozik: előbb csak keresztezi azt, Iszkaszentgyörgy központjában, majd miután elhagyja Kincsesbányát, újra találkozik ezzel az úttal, ám ott már véget is ér.

## Nyomvonala
Székesfehérváron ágazik ki a régi 8-as, ma 801-es főútból (települési nevén Csóri út), Iszkaszentgyörgyi út néven, északnyugati irányban. Kevesebb, mint 700 méter megtétele után eléri Iszkaszentgyörgy határát, majd a 0+950-es méterszelvényénél Székesfehérvár, Iszkaszentgyörgy és Moha hármashatárához érkezik.
Ettől a ponttól egészen a 4+500-as kilométerszelvényéig nagyjából a két falu határvonala mentén húzódik, ezután ér csak be Iszkaszentgyörgy lakott területére. Ott a neve eleinte Petőfi Sándor utca, a falu közepén, az 5+300-as kilométerszelvénye után lévő körforgalomig; ott a 8202-es út keresztezi a 8203-as utat, utóbbi ezen a helyen a 3+800-as kilométerszelvényénél jár.
A folytatásban a Petőfi Sándor utca nevet a 8203-as út veszi fel, a 8202-es pedig innentől Kincsesi út néven halad. Nem sokkal a hatodik kilométere előtt elhagyja a falu belterületét, 7. kilométere után pedig átlép Kincsesbányára. Nagyjából egy kilométeren át a két község határvonalát követve húzódik, a 8. kilométerénél viszont teljesen kincsesbányai területre lép át, a belterület elérése (8+500) után Kossuth Lajos utca néven.
Idáig szinte folyamatosan a kezdeti irányát követte, csekély irányváltásokat leszámítva, de a 8+750-es kilométerszelvénye után nyugat-délnyugati irányba fordul, és itt a Kincsesi utca nevet veszi fel. 9,4 kilométer megtétele után lép ki a településről, itt egy rövid, fél kilométernyi szerpentines szakasza következik. Ezt követően dél-délnyugati irányba fordul és Kincsesbánya keleti külterületén a 8203-as útba torkollva ér véget, annak 7+850-es kilométerszelvénye közelében.
Teljes hossza, az országos közutak térképes nyilvántartását szolgáló kira.gov.hu adatbázisa szerint 10,896 kilométer.